# Serie A 1990 (Ecuador)
La Serie A 1990 è stata la 32ª edizione della massima serie del campionato di calcio dell'Ecuador, ed è stata vinta dalla LDU Quito, giunto al quarto titolo.

## Formula
I 12 partecipanti disputano la prima fase in un girone all'italiana; l'ultima classificata viene retrocessa, mentre le prime 4 avanzano alla fase finale. Nella seconda fase le formazioni, cui si aggiunge la vincitrice della prima fase della Serie B, vengono divise in due gruppi da 6; le prime due classificate ottengono la qualificazione alla terza fase. La terza fase è costituita da due gruppi da 4, che determinano i 4 partecipanti alla fase finale.

## Prima fase
|  | Pos. | Squadra                | Pt | G  | V  | N | P  | GF | GS | DR  |
|  | ---- | ---------------------- | -- | -- | -- | - | -- | -- | -- | --- |
|  | 1.   | El Nacional            | 34 | 22 | 13 | 8 | 1  | 47 | 18 | +29 |
|  | 2.   | Barcelona SC           | 26 | 22 | 11 | 4 | 7  | 45 | 25 | +20 |
|  | 2.   | Deportivo Quito        | 26 | 22 | 9  | 8 | 5  | 35 | 19 | +16 |
|  | 4.   | Emelec                 | 25 | 22 | 10 | 5 | 7  | 27 | 18 | +9  |
|  | 4.   | LDU Quito              | 25 | 22 | 9  | 7 | 6  | 27 | 23 | +4  |
|  | 6.   | Delfín                 | 23 | 22 | 8  | 7 | 7  | 25 | 24 | +1  |
|  | 7.   | Deportivo Cuenca       | 22 | 22 | 7  | 8 | 7  | 31 | 28 | +3  |
|  | 7.   | Téc. Universitario     | 22 | 22 | 10 | 2 | 10 | 28 | 30 | -2  |
|  | 9.   | Filanbanco             | 20 | 22 | 6  | 8 | 8  | 21 | 25 | -4  |
|  | 10.  | Aucas                  | 18 | 22 | 6  | 6 | 10 | 28 | 38 | -10 |
|  | 11.  | Macará                 | 16 | 22 | 6  | 4 | 12 | 19 | 43 | -24 |
|  | 12.  | Juventus de Esmeraldas | 7  | 22 | 2  | 3 | 17 | 16 | 58 | -42 |

El Nacional 1 punto bonus; Barcelona 1; Deportivo Quito 0,5; Emelec 0,5. Aucas -0,5 punti; Macará -0,5.

## Seconda fase
Universidad Católica promossa in qualità di vincitrice della prima fase della Serie B.

### Gruppo 1
|  | Pos. | Squadra          | Pt | G  | V | N | P | GF | GS | DR  |
|  | ---- | ---------------- | -- | -- | - | - | - | -- | -- | --- |
|  | 1.   | Deportivo Quito  | 17 | 10 | 7 | 3 | 0 | 19 | 5  | +14 |
|  | 2.   | El Nacional      | 15 | 10 | 6 | 3 | 1 | 14 | 6  | +8  |
|  | 3.   | Filanbanco       | 9  | 10 | 3 | 3 | 4 | 15 | 13 | +2  |
|  | 3.   | Deportivo Cuenca | 9  | 10 | 3 | 3 | 4 | 7  | 12 | -5  |
|  | 5.   | LDU Quito        | 5  | 10 | 1 | 3 | 6 | 10 | 16 | -6  |
|  | 5.   | Macará           | 5  | 10 | 1 | 3 | 6 | 7  | 20 | -13 |

Deportivo Quito 1 punto bonus; El Nacional 0,5. Macará -0,5.

### Gruppo 2
|  | Pos. | Squadra              | Pt | G  | V | N | P | GF | GS | DR  |
|  | ---- | -------------------- | -- | -- | - | - | - | -- | -- | --- |
|  | 1.   | Universidad Católica | 14 | 10 | 4 | 6 | 0 | 13 | 5  | +8  |
|  | 2.   | Emelec               | 12 | 10 | 5 | 2 | 3 | 18 | 8  | +10 |
|  | 3.   | Aucas                | 9  | 10 | 3 | 3 | 4 | 15 | 22 | -7  |
|  | 4.   | Téc. Universitario   | 8  | 10 | 3 | 2 | 5 | 14 | 13 | +1  |
|  | 4.   | Delfín               | 8  | 10 | 2 | 4 | 4 | 8  | 11 | -3  |
|  | 6.   | Barcelona SC         | 7  | 10 | 2 | 3 | 5 | 12 | 21 | -9  |

Universidad Católica 1 punto bonus; Emelec 0,5. Técnico Universitario 2 punti di penalizzazione. Il Barcelona perde il suo punto bonus a causa dell'ultimo posto ottenuto in questo girone.

## Terza fase
Punti bonus: El Nacional 1,5; LDU Quito 1,5; Emelec 1; Universidad Católica 1.

### Gruppo 1
|  | Pos. | Squadra          | Pt  | G | V | N | P | GF | GS | DR |
|  | ---- | ---------------- | --- | - | - | - | - | -- | -- | -- |
|  | 1.   | El Nacional      | 9,5 | 6 | 2 | 4 | 0 | 9  | 6  | +3 |
|  | 2.   | LDU Quito        | 7   | 6 | 2 | 3 | 1 | 13 | 8  | +5 |
|  | 3.   | Deportivo Quito  | 6,5 | 6 | 1 | 3 | 2 | 8  | 12 | -4 |
|  | 3.   | Deportivo Cuenca | 4   | 6 | 1 | 2 | 3 | 5  | 9  | -4 |

### Gruppo 2
|  | Pos. | Squadra              | Pt | G | V | N | P | GF | GS | DR |
|  | ---- | -------------------- | -- | - | - | - | - | -- | -- | -- |
|  | 1.   | Emelec               | 9  | 6 | 3 | 2 | 1 | 8  | 5  | +3 |
|  | 2.   | Barcelona SC         | 8  | 6 | 3 | 2 | 1 | 9  | 5  | +4 |
|  | 3.   | Delfín               | 5  | 6 | 2 | 1 | 3 | 4  | 5  | -1 |
|  | 4.   | Universidad Católica | 4  | 6 | 0 | 3 | 3 | 1  | 7  | -6 |

## Fase finale

### Girone per la retrocessione
Macará -1 punto; Aucas -0,5.

|  | Pos. | Squadra            | Pt  | G | V | N | P | GF | GS | DR  |
|  | ---- | ------------------ | --- | - | - | - | - | -- | -- | --- |
|  | 1.   | Filanbanco         | 9   | 6 | 4 | 1 | 1 | 12 | 5  | +7  |
|  | 2.   | Téc. Universitario | 7   | 6 | 3 | 1 | 2 | 5  | 4  | +1  |
|  | 3.   | Macará             | 6   | 6 | 3 | 1 | 2 | 6  | 3  | +3  |
|  | 3.   | Aucas              | 0,5 | 6 | 0 | 1 | 5 | 3  | 14 | -11 |

### Girone per il titolo
|                    | Pos. | Squadra      | Pt | G | V | N | P | GF | GS | DR |
| ------------------ | ---- | ------------ | -- | - | - | - | - | -- | -- | -- |
| Ecuador (bandiera) | 1.   | LDU Quito    | 7  | 6 | 3 | 1 | 2 | 7  | 9  | -2 |
|                    | 2.   | Barcelona SC | 6  | 6 | 3 | 2 | 1 | 10 | 8  | +2 |
|                    | 2.   | Emelec       | 6  | 6 | 2 | 2 | 2 | 6  | 9  | -3 |
|                    | 4.   | El Nacional  | 5  | 6 | 1 | 3 | 2 | 11 | 8  | +3 |

### Spareggio per la Libertadores

#### Andata
| Guayaquil                                               | Emelec    | 1 – 1 referto | Barcelona | Estadio Modelo Alberto Spencer Herrera |
| \| \| \| \| \| De Lima 21’ \| Marcatori \| 53’ Muñoz \| |           |               |           |                                        |
|                                                         |           |               |           |                                        |
| De Lima 21’                                             | Marcatori | 53’ Muñoz     |           |                                        |

#### Ritorno
| Guayaquil                                                                                          | Barcelona | 4 – 2 referto             | Emelec | Estadio Modelo Alberto Spencer Herrera |
| \| \| \| \| \| Muñoz 15’, 88’ Macías 35’ Uquillas 57’ \| Marcatori \| 37’ Castillo 75’ Cárdenas \| |           |                           |        |                                        |
| |           |                           |        |                                        |
| Muñoz 15’, 88’ Macías 35’ Uquillas 57’                                                             | Marcatori | 37’ Castillo 75’ Cárdenas |        |                                        |

## Verdetti
- LDU Quito campione nazionale
- LDU Quito e Barcelona in Coppa Libertadores 1991
- Juventus Esmeraldas e Aucas retrocessi.

## Classifica marcatori
| Gol |  |  | Giocatore            | Squadra          |
| --- |  |  | -------------------- | ---------------- |
| 28  |  |  | Ermen Benítez        | El Nacional      |
| 20  |  |  | Carlos Berrueta      | LDU Quito        |
| 17  |  |  | Carlos Antonio Muñoz | Barcelona SC     |
| 17  |  |  | Manuel Uquillas      | Barcelona SC     |
| 15  |  |  | Marcelo Gutiérrez    | Deportivo Cuenca |
| 15  |  |  | Washington Ayrez     | Deportivo Quito  |
| 13  |  |  | Raúl Avilés          | Emelec           |
| 13  |  |  | Julio Rosero         | El Nacional      |
| 13  |  |  | Gorky Revelo         | LDU Quito        |
| 12  |  |  | José Luis Pavón      | Deportivo Quito  |
| 11  |  |  | Geovanny Mera        | Deportivo Quito  |
| 11  |  |  | Enrique Peralta      | Deportivo Quito  |
| 11  |  |  | Gilson Simões        | Filanbanco       |
| 10  |  |  | Hamilton Cuvi        | Filanbanco       |
| 10  |  |  | Patricio Hurtado     | El Nacional      |